# Кумбасозеро
Кумбасозеро — озеро на севере европейской части России. Большая часть находится в Архангельской области, меньшая — в Карелии. Относится к Балтийскому бассейновому округу. Площадь 9 км², водосборная площадь — 99,4 км².
В озеро впадают:
- река Ендрика
- река Гузеньга
- ручей без названия, вытекающий из Святозера

Из Кумбасозера вытекает река Кумбаса.

### Карты
- Кумбасозеро на карте Wikimapia. wikimapia.org. Дата обращения: 5 декабря 2019.